# 天主教阿德萊德總教區
天主教阿德萊德總教區（拉丁語：Archidioecesis Adelaidensis）是澳大利亞一個羅馬天主教教省總教區，下轄兩個教區。
總教區管轄南澳大利亞州南部，教座位於首府阿德萊德，2010年時有634,000名教友、138個堂區和478名司鐸。現任總主教為博德·彌額爾·奧里根，宗座署理為額我略·奧凱利，榮休總主教為斐理伯·愛德華·威爾遜。
教區於1842年4月5日成立，1887年5月10日升為總教區。